# Битка за Вучју планину
Битка за Вучју планину је био напад 7. и 3. корпуса АРБиХ на Горњи Коричани–Блатница фронт, у циљу да овладају простором Вучје планине. Битка је трајала од 30. септембра до 1. октобра 1995. и резултирала је српском побједом.

## Ток битке
Рејон Вучје планине држали су припадници 22. пјешадијске бригаде, 1. которварошке лаке пјешадијске бригаде, 27. моторизоване бригаде, оперативне групе Добој и 2. теслићке лаке пјешадијске бригаде. АРБиХ јединице које су учествовале у нападу биле су 706. бригада, 733. бригада, 725. бригада, 303. витешка брдска бригада, 330. бригада и 319. бригада.
Напад је отпочео 30. септембра у 14:00 часова на плато Вучје планине, уз употребу пет тенкова, борбено возило пешадије (БВП М-80), оклопно возило (М53/59) „Прага“. Главним правцем напада била је 706. лбр 7. корпуса АРБиХ, десним њиховим правцем нападала је 303. (прва зеничка) у резерви је била 319. ббр 3. корпуса АРБиХ. АРБиХ разбија ВРС одбрану и заузима објекте Кулашица, Косине, Маринина глава. Напредује преко 1,5 километара у ширину и око 500 метара у дубину. Првог дана борбе у дубини ВРС зоне погинула су два борца 27. моторизоване бригаде од бошњачке артиљерије. Интервентне јединице, 1. батаљон, 2. батаљон, 3. батаљон, бригадни извиђачи и бригадна Војна полиција, 27. моторизована бригада  дошле су на терен, они заустављају напредовање непријатеља до поноћи. Током ноћи, војници из Бијелог Бучија, уводе поједине групе непријатеља иза леђа. 1. октобра у раним јутарњим часовима АРБиХ покушава да произведе напад уз јаку артиљериску припрему са циљем да овлада комплетним платом Вучје планине и избити у долину Усоре.
27. моторизована бригада у силовитом контранападу и садејством са 1. которварошком лпбр разбијају АРБиХ и форсирају их у паничан бјег, уз велике губитке. Сви изгубљени објекти су враћени истог дана. ВРС је заробила борбено возило М- 80, неколико кутија муниције, оклопно возило М53/59, тенк Т-55, док је други тенк је уништен. Сама 706. бригада АРБиХ је имала 8 погинулих и 70 рањених, 27. мтрзб. је имала 4 погинула, 2 заробљеника и 40 рањених. Укључујући и остале бригаде, процјењује се да су обје стране имале неколико десетина мртвих.